# Wailesella eboracensis
Wailesella eboracensis is een soort in de taxonomische indeling van de Amoebozoa. Deze micro-organismen hebben geen vaste vorm en hebben schijnvoetjes. Met deze schijnvoetjes kunnen ze voortbewegen en zich voeden. Het organisme komt uit het geslacht Wailesella en behoort tot de familie Cryptodifflugiidae. Wailesella eboracensis werd in 1928 ontdekt door Deflandre.